# Decorsea schlechteri
Decorsea schlechteri är en ärtväxtart som först beskrevs av Hermann August Theodor Harms, och fick sitt nu gällande namn av Bernard Verdcourt. Decorsea schlechteri ingår i släktet Decorsea, och familjen ärtväxter. Inga underarter finns listade i Catalogue of Life.